# Pogoniinae
De Pogoniinae vormen een subtribus van de Pogonieae, een tribus van de orchideeënfamilie (Orchidaceae)
De tribus omvat vijf geslachten.
Pogoniinae worden gekenmerkt door een slipvormig ingesneden bloemlip. De kelkbladen of petalen en kroonbladen of sepalen zijn roze of zelden wit of rood. De sepalen zijn verlengd en elliptisch tot lancetvormig
Pogoniinae zijn orchideeën van tropische streken in Midden- en Zuid-Amerika, Azië en Australië.

## Taxonomie
- Geslachten:
  - Cleistes
  - Duckeella
  - Isotria
  - Pogonia
  - Pogoniopsis